# ۳۰ اسفند
۳۰ اسفند سیصد و شصت و ششمین روز از سال در گاه‌شماری خورشیدی است. این روز آخرین روز سال در سالهای کبیسه است.

## رویدادها
- ۱۴۰۳ - رقابت ۳۰ اسفند ۱۴۰۳ تیم ملی فوتبال ایران با تیم ملی فوتبال امارات در مرحله مقدماتی جام جهانی فوتبال ۲۰۲۶ (آسیا)

## زادروزها
- ۱۳۰۰ - حسین صعودی‌پور، بازیکن بسکتبال
- ۱۳۴۲ - یوسف قربانی، خلبان و نظامی
- ۱۳۶۶ - الله‌کرم استکی، بازیکن هندبال
- ۱۳۷۵ - علی آستانی، بازیکن فوتبال

## درگذشت‌ها
- ۱۳۸۷ - حسین ایرانی، نماینده حوزه انتخابیه قم در دوره پنجم مجلس شورای اسلامی

## مناسبت‌ها
جشن پایان زمستان، آتش‌افروزی بام‌ها